# Galheta

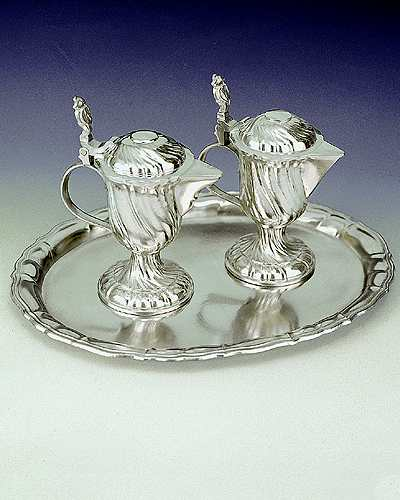
Galhetas de metal: uma leva o vinho e a outra a água

Galheta (em castelhano: galleta), é cada um dos dois recipientes que levam consigo a água e o vinho para serem misturados e consagrados em Sangue de Cristo. Podem ser feitas de metal ou de vidro.
O vinho simboliza a divindade e a água simboliza o Povo de Deus, reunido para a celebração da Missa. Ambos significam, ainda, o sangue e a água que jorraram do peito de Cristo quando o soldado romano lhe perfurou o coração.